# Noxon Entwicklungs GmbH

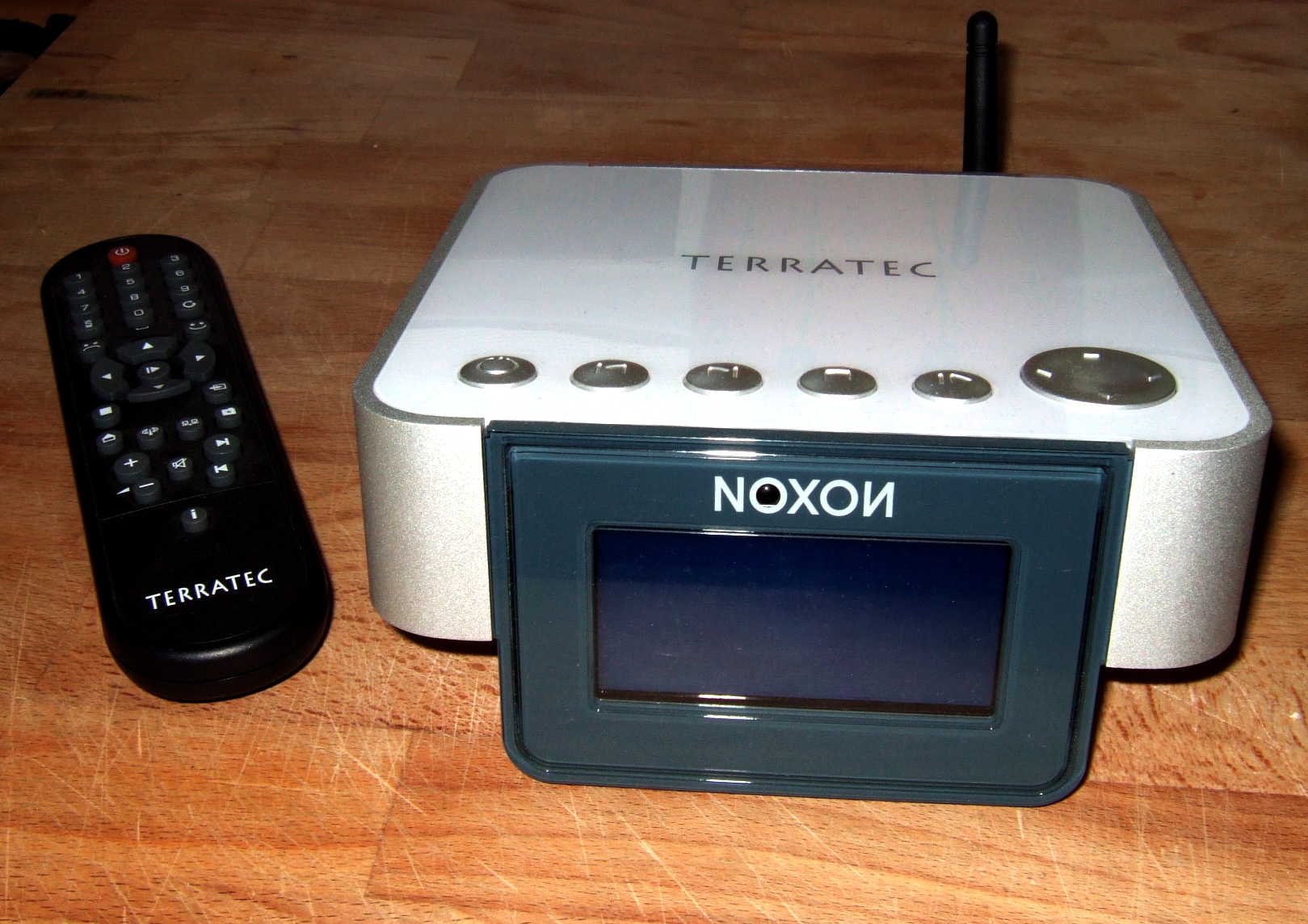
Noxon 2 Internetradio von TerraTec

Historisches Logo von Terratec

Noxon Entwicklungs GmbH (Eigenschreibweise NOXON, ehemals TerraTec Electronic GmbH, zwischenzeitlich H & S Entwicklungsgesellschaft Nettetal GmbH) war ein deutsches Unternehmen, das unter anderem als Entwickler der Noxon-Radios tätig war.
Der Hauptsitz der Noxon Entwicklungs GmbH war in Nettetal (NRW), dort fanden auch Entwicklung, Forschung, Produktmanagement, Vertrieb und Marketing statt. Geschäftsführer waren Fabian Dietz und Bastian Mehls. Das Unternehmen erzielte im Geschäftsjahr 2006/2007 mit 60 Mitarbeitern einen Umsatz von 22,1 Millionen Euro, wovon rund zwei Drittel auf Verkäufe in Deutschland entfielen. Noxon war Marktführer bei der Entwicklung von Internetradios.

## Geschichte
Die Terratec Electronic GmbH wurde 1994 von Walter Grieger und Heiko Meertz als Entwickler und Vermarkter von Soundkarten für PCs gegründet und wurde damit ein europaweites Technologieunternehmen für Computerbauteile wie TV-, Video- und Audioanwendungen. Zeitweise war das Unternehmen der größte deutsche Hersteller von Soundkarten. 2003 vertrieb Terratec auch PC-Wasserkühlungen von Innovatek unter eigenem Namen.
Das Unternehmen erzielte im Geschäftsjahr 2006/2007 mit 60 Mitarbeitern einen Umsatz von 22,1 Millionen Euro, wovon rund zwei Drittel auf Verkäufe in Deutschland entfallen.
Die Herstellung externer Soundkarten und Audiosystemen zur elektronischen Klangerzeugung gehörten wie die Videonachbearbeitung zum Kerngeschäft des Unternehmens. Zwei Drittel des Umsatzes werden im Bereich Satelliten-, Kabel- und DVB-T-Empfang generiert.
TerraTec war mit 100 % an der BeSonic AG beteiligt, einem Online-Musikdienst, der 2003 von Bertelsmann übernommen wurde. Seit 2007, übernommen durch das Düsseldorfer Softwareunternehmen BitVenture GmbH, firmiert das Musikportal als Besonic GmbH & Co. KG.
Die Sparte TerraTec-Producer, die sich mit den professionellen Audiosystemen befasste (u. a. Soundkarten für Musiker und Musikstudios) wurde im November 2007 von der Musonik GmbH in Düsseldorf übernommen. Geschäftsführer und Firmengründer der Musonik GmbH sind die ehemaligen TerraTec-Producer Mitarbeiter Dirk Cervenka und Mario Michel.

### TerraTec und die Wirtschaftskrise
TerraTec hatte im Jahr 2009 mit einbrechenden Erlösen zu kämpfen. Als Gegenmaßnahme ordnete das Unternehmen Kurzarbeit an und trennte sich von seiner Entwicklungsabteilung. Das Unternehmen leitete dadurch, laut Angaben des Gründers und damaligen Geschäftsführers Walter Grieger, erfolgreich einen Turn-Around zu einer Unternehmensstruktur ein, welche auch ohne die Entwicklung eigener Produkte profitabel arbeiten soll.

### Insolvenz und Neuausrichtung
Am 11. Oktober 2012 wurde bekannt, dass die einige Tage zuvor in H & S Entwicklungsgesellschaft Nettetal GmbH umbenannte TerraTec Electronic GmbH Insolvenz angemeldet hat. Die Ultron AG übernahm im September 2013 die Rechte an der Marke TerraTec; die Marke Noxon verblieb dagegen bei der mittlerweile in Noxon Entwicklungs GmbH umbenannten H & S Entwicklungsgesellschaft Nettetal GmbH und wird durch diese weitergeführt.
Im Jahr 2016 wurden die beiden Geschäftsführer Fabian Dietz und Bastian Mehls abberufen und TerraTec-Gründer Walter Grieger zum neuen Geschäftsführer ernannt. Im Jahr 2017 wurden die Markenrechte an der Marke Noxon an die Palotec AG mit Sitz in Zofingen in der Schweiz verkauft, welche nun Radios unter dem Namen herausbringt. Die Noxon Entwicklungs GmbH benannte sich in NE Entwicklungs GmbH um und tritt nun als Ein-Mann-Betrieb mit dem Geschäftsführer als einzigen Mitarbeiter auf.

## Produkte

### Soundkarten

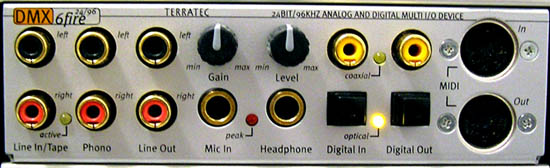
Frontmodul der TerraTec DMX 6fire 24/96

- Terratec Phase 88
- Terratec EWX 24/96
- Terratec Aureon 5.1 Sky
- Terratec Aureon 7.1 Space
- Terratec Aureon 7.1 Universe
- Terratec DMX 6fire
- Terratec Promedia SoundSystem DMX
- Terratec EWS88 D, EWS88 MT
- Terratec Phase 28
- Terratec Phase 22